# Емил Кременлијев
Емил Героргијев Кременлијев (буг. Емил Георгиев Кременлиев; Софија, 13. август 1969) је бивши бугарски фудбалер. Играо је на позицији десног бека.

## Успеси
Левски Софија
- Прва лига Бугарске (2) : 1993/94, 1994/95.[3]
- Куп Бугарске (1) : 1993/94.[3]

 ЦСКА Софија
- Куп Бугарске  (1) : 1998/99, (финале: 1997/98)[3]

 Унион Берлин
- Куп Немачке: (финале: 2000/01)[4]